# Free (Marcus Miller)
Free è un album di Marcus Miller, pubblicato nel 2007.
Il titolo dell'album è una cover di una canzone di Deniece Williams del 1977. La cantante britannica Corinne Bailey Rae ha inciso la voce solista. Higher Ground è una canzone di Stevie Wonder e What is Hip è un rifacimento della canzone dei Tower of Power. Jean Pierre è una traccia di Miles Davis contenuta nel disco del 1982 We Want Miles. Il cantante blues Keb' Mo' ha registrato la voce solista e scritto insieme a Miller la traccia intitolata Milky Way.
La versione americana dell'album non ha solo un titolo diverso, Marcus, ma contiene tracce remixate e modificate oltre ad avere quattro tracce aggiuntive.

## Tracce
1. Blast – 5:43 (Marcus Miller)
2. Funk Joint – 5:42 (Marcus Miller)
3. Free – 5:39 (Deniece Williams, Susaye Greene, Nathan Watts ed Henry Redd)
4. Strum – 5:40 (Marcus Miller)
5. Milky Way – 5:38 (Marcus Miller e Keb' Mo')
6. Pluck (Interlude) – 3:55 (Marcus Miller)
7. When I Fall in Love – 5:24 (Victor Young ed Edward Heyman)
8. Jean Pierre – 7:26 (Miles Davis)
9. Higher Ground – 6:30 (Stevie Wonder)
10. What Is Hip? – 5:58 (Emilio Castillo, David John Garibaldi e Stephen M. Kupka)

## Formazione
Nei vari brani si alternano i seguenti musicisti
- Marcus Miller: basso elettrico, tastiere, sitar, programmazione batteria, clarinetto basso, organo e tamburello
- Keith Anderson: sassofono tenore
- Andrea Braido: chitarra
- Julian Miller: programmazione percussioni
- Bobby Sparks: sintetizzatore, organo e clavinet
- Poogie Bell: percussioni a mano e batteria
- Patches Stewart: tromba e flicorno
- Gregoire Maret: armonica a bocca
- Bernard Wright: sintetizzatore e organo
- Lalah Hathaway: voce
- Corinne Bailey Rae: voce
- Paul Jackson Jr.: chitarra acustica
- David Sanborn: sassofono contralto
- The Ivey Sisters: coro
- Tom Scott: sassofono tenore
- Keb' Mo': voce
- Jason Thomas: batteria
- Teddy Campbell: batteria
- Chester Thompson: organo